# Dryadomorpha robustipenis
Dryadomorpha robustipenis är en insektsart som beskrevs av Webb 1981. Dryadomorpha robustipenis ingår i släktet Dryadomorpha och familjen dvärgstritar. Inga underarter finns listade i Catalogue of Life.